# Biểu tình Thái Bình 1997
Biểu tình Thái Bình 1997 (còn được biết đến với tên gọi Sự kiện Thái Bình) là một cuộc biểu tình của 43.000 nông dân dưới sự lãnh đạo của nhóm cựu chiến binh – công chức – đảng viên Đảng Cộng sản Việt Nam hưu trí tỉnh Thái Bình thuộc Việt Nam, diễn ra vào khoảng tháng 4 đến tháng 8 năm 1997.
Biểu tình Thái Bình năm 1997 với mục tiêu cáo buộc công chức địa phương tham nhũng, theo chủ nghĩa thân hữu, vi phạm dân chủ và công bằng xã hội. Tỉnh ủy Thái Bình khi đó cáo buộc "địch phá hoại, cán bộ hưu trí bất mãn chống đối", đồng thời đề nghị Công an nhân dân Việt Nam và Quân đội nhân dân Việt Nam thực hiện trấn áp biểu tình tại Thái Bình. Đề nghị của chính quyền địa phương bị bác bỏ khi những sai phạm nghiêm trọng bị phát hiện, hơn 2.000 công chức bị xử lý và hơn 70% tổ chức Đảng Cộng sản Việt Nam tại Thái Bình bị thay thế, Quy chế dân chủ cơ sở chính thức được thực thi trong phạm vi toàn quốc gia. Kể từ sau sự kiện, mỗi năm ít nhất một lần đều có một nhóm thị sát nghiên cứu về biến đổi xã hội tại Thái Bình trong khoảng 10 năm. Giai đoạn bất ổn từ năm 1997 đến năm 1999 khiến kinh tế Thái Bình bị kéo tụt 10 năm phát triển.

## Bối cảnh
Trong thập niên 1960, kinh tế tỉnh Thái Bình phụ thuộc vào nông nghiệp, nông nghiệp chiếm trên 90% tổng giá trị sản lượng trong toàn tỉnh, hơn 90% dân số sống bằng nghề nông. Năng suất lúa của Thái Bình năm 1965 đạt kỷ lục miền Bắc với sản lượng 6 tấn/ha. Tuy chỉ chiếm 5% diện tích canh tác ở miền Bắc nhưng Thái Bình đóng góp 12% lương thực cho Việt Nam trong giai đoạn 1965–1975. Dân chủ ở nông thôn Việt Nam được thể hiện đặc trưng trong cấu trúc chính quyền địa phương và hương ước, nông dân Việt Nam có xu hướng dựa vào Hương ước — luật do nông dân tự tạo ra — để đảm bảo lợi ích và quyền lợi của họ. Sau khi thống nhất đất nước năm 1975 đến năm 1980, nông dân Thái Bình làm việc trong hợp tác xã tập thể, kinh tế Thái Bình hoạt động theo hướng thời bao cấp. Năm 1981, chính phủ Việt Nam ban hành Chỉ thị 100/CP về thúc đẩy sản xuất nông nghiệp, các quyết định do Đảng Cộng sản Việt Nam truyền đạt từ Trung ương xuống địa phương. Trong thập niên 1990, Việt Nam là nước kém phát triển và người dân trong tình trạng nghèo đói kinh niên. Đổi Mới giúp tốc độ tăng trưởng kinh tế trung bình 8,2% giai đoạn 1991–1995 và 7,1% giai đoạn 1988–1997; tỷ lệ lạm phát giảm từ 67,1% năm 1991 xuống 12,7% năm 1995 và 5% năm 1996; tỷ lệ nghèo giảm từ 75% năm 1984 xuống 34,7% năm 1997.
Ban Chấp hành Trung ương Đảng Cộng sản Việt Nam khóa VIII ban hành nghị quyết "Phát huy quyền làm chủ của nhân dân, tiếp tục xây dựng Nhà nước Cộng hòa Xã hội chủ nghĩa Việt Nam trong sạch, vững mạnh", nhưng phương châm "dân biết, dân bàn, dân làm, dân kiểm tra" tại Việt Nam chưa được thể chế hóa và chậm áp dụng thực tiễn. Đầu giai đoạn Đổi Mới, Thái Bình thực hiện chương trình "điện, đường, trường, trạm, nước sạch và điện thoại" với phương châm "Nhà nước và nhân dân cùng làm". Từ năm 1993, chính phủ Việt Nam công nhận quyền sử dụng đất nông nghiệp của công dân, trong khi quyền sở hữu đất thuộc về nhà nước. Chính phủ Việt Nam không viện trợ kinh phí chương trình "điện, đường, trường, trạm, nước sạch và điện thoại" cho các địa phương tại Thái Bình, người dân mỗi xã đóng góp trực tiếp khoảng 1 tỷ đồng mỗi chương trình, nhưng thu nhập thực tế của người dân địa phương quá thấp so với mức đóng góp và thực trạng công chức tham nhũng hiện hữu. Nhiều công chức Đảng Cộng sản Việt Nam tại xã An Đồng trong thập niên 1980 tham nhũng – lạm thu – biển thủ, nạn trộm cướp phổ biến tại địa phương, xử lý và kỷ luật 144 công chức sai phạm tính đến năm 1993. Trong phong trào xây dựng "điện, đường, trường, trạm", người dân tại xã Thái Nguyên bị lạm thu so với mức thu nhập ít ỏi hiện tại và tập trung khiếu kiện nhiều năm nhằm yêu cầu "không ép buộc đóng góp". Nông thôn Thái Bình bắt đầu bất ổn trong giai đoạn 1994–1997.
Giai đoạn 1991–1996, Thái Bình xây dựng được 4.408 km đường, trong đó có 2.841 km đường nhựa; nối mới 3.712 km đường dây điện, xây mới trường học địa phương lên tới 90%. Thái Bình huy động vốn xã hội hóa đạt 2.949 tỷ đồng tính riêng trong giai đoạn 1991–1995, gấp sáu lần so với giai đoạn 1986–1990, trong đó người dân trong tỉnh đóng góp khoảng 2.025 tỷ đồng. Thái Bình tính đến cuối năm 1995 có 850 trạm bơm với tổng công suất gần 1,9 triệu m³/h, số điện thoại liên lạc đạt gần 15.000 máy tính đến cuối năm 1997. Trong giai đoạn 1995–1996, người dân Thái Bình khiếu kiện nhưng chính quyền địa phương phớt lờ; nội dung khiếu kiện xoay quanh về vi phạm dân chủ, phân chia ruộng đất, thu chi ngân sách xã, thanh toán chi phí xây dựng công cộng.
Bão nhiệt đới Linda đổ bộ vào vùng Nam Bộ năm 1997 và gây thiệt hại ước tính khoảng 15.000 tỷ đồng, Tỉnh ủy Thái Bình vào năm 1996 được coi là điển hình trong xây dựng Đảng Cộng sản Việt Nam. Cùng năm 1997, nông dân xã Quỳnh Hoa sống trong điều kiện khó khăn và tình trạng đóng góp kinh phí xây dựng cơ sở hạ tầng quá sức, quy trình quản lý tài chính – ngân sách địa phương thiếu dân chủ và một số công chức bộc lộ sai phạm. Từ cuối năm 1996 đến năm 1997, nông dân Thái Bình đã khiếu kiện về những vi phạm dân chủ và công bằng xã hội tại năm trong số bảy huyện thuộc tỉnh. Người dân đệ trình khiếu kiện tới xã – huyện – tỉnh với quy mô từ vài chục đến vài trăm, có thời điểm lên tới 1.500 người. Biểu tình diễu hành đến trụ sở các cơ quan hành chính tỉnh Thái Bình được tổ chức kỷ luật và trật tự với số lượng khoảng 40 lần. Giai đoạn 1987–1997, Thái Bình có trên 300 vụ khiếu nại về đất đai, tố cáo công chức xã lạm quyền và tham nhũng. Chỉ tính riêng xã Quỳnh Hội trong hai tháng cuối năm 1996, hàng trăm người dân xã này đã nhiều lần khiếu kiện lên Ủy ban nhân dân tỉnh Thái Bình về những cáo buộc sai phạm đất đai – tham nhũng tại huyện Quỳnh Phụ. Ngày 5 tháng 12 năm 1996, Ủy ban nhân dân huyện Quỳnh Phụ công bố phát hiện sai phạm biển thủ 90,6 triệu đồng, chi tiêu công sai quy định 48,275 triệu đồng. Chi nhánh điện Quỳnh Phụ chủ động cắt điện vào ngày 26 tháng 12 năm 1996 do Ủy ban nhân dân xã Quỳnh Hội nợ hóa đơn 3,8 triệu đồng, hàng nghìn người dân trong xã kéo đến đập phá tư gia chủ tịch xã này với thiệt hại ước tính ba triệu đồng. Một số người dân sau đó bị khởi tố vào ngày 26 tháng 12 cùng năm do "gây rối trật tự công cộng", trong khi ba công chức xã này bị khởi tố với tội danh "tham ô, cố ý làm trái, gây thiệt hại tài sản xã hội chủ nghĩa". Giai đoạn này xuất hiện nhiều khiếu kiện về đất đai tại Thanh Hóa, Nam Định, Hải Dương, Hà Tây, Đồng Nai, Hà Nam, Vĩnh Phúc, Bến Tre, Vĩnh Long, Hải Phòng, Hà Nội; nhưng quy mô và mức độ khiếu kiện tại Thái Bình diễn ra phức tạp hơn. Một số cuộc biểu tình được cho là đã nổ ra tại Thanh Hóa, Nghệ An, Hưng Yên vào tháng 5 hoặc tháng 6 năm 1997.

## Diễn biến
Tháng 4 năm 1997, khoảng 3.000 nông dân tại huyện Quỳnh Phụ tổ chức cuộc biểu tình diễu hành ôn hòa đầu tiên, người biểu tình đi theo hàng lối và kỷ luật. Các công chức – đảng viên Đảng Cộng sản Việt Nam hưu trí lãnh đạo biểu tình yêu cầu xét xử những công chức địa phương đương nhiệm tham nhũng. Vào ngày 9 tháng 5 cùng năm, khoảng 2.000 người tại Quỳnh Phụ tổ chức cuộc diễu hành ôn hòa thứ hai bằng xe đạp đến trụ sở các cơ quan hành chính của tỉnh, yêu cầu Viện kiểm sát huyện Quỳnh Phụ và Tỉnh ủy Thái Bình thả tự do cho hai người đại diện biểu tình bị bắt trước đó, 11 công an bị thương. Người dân giơ cao các biểu ngữ "Đảng Cộng sản Việt Nam muôn năm", "Chủ tịch Hồ Chí Minh vĩ đại sống mãi trong sự nghiệp của chúng ta", "Đả đảo bọn tham nhũng!". Tuy nhiên, chính quyền địa phương thời điểm đó điều động lực lượng Công an nhân dân Việt Nam trấn áp bằng hơi cay và vòi xịt, dẫn đến hai phía đụng độ và trụ sở hành chính tỉnh bị kiểm soát. Từ đầu tháng 5, khoảng 3.000 người dân chiếm quyền trụ sở Ủy ban nhân dân huyện Quỳnh Phụ, cáo buộc bị áp đặt nhiều thứ thuế – phí và công chức địa phương tham nhũng. The Economist dẫn lời một nhà ngoại giao phương Tây cho biết người dân chiếm quyền kiểm soát Đài Phát thanh – Truyền hình Thái Bình, nhưng đã rời đi sau khi chính quyền địa phương cắt điện trụ sở tòa nhà.
Trong tháng 4–5, người dân đập phá tư gia của một số công chức và một số trụ sở hành chính — bao gồm cả trụ sở Ủy ban nhân dân tỉnh Thái Bình — cùng nhiều trụ sở cảnh sát. Người dân xã Quỳnh Mỹ tấn công một sở cảnh sát và bắt giữ một số con tin, người dân xã Quỳnh Hoa bắt giữ 20 cảnh sát trong năm ngày, người dân một số địa phương tự tổ chức xét xử các công chức tham nhũng. Giữa tháng 6, hàng nghìn người tổ chức một loạt các cuộc diễu hành trước trụ sở Ủy ban nhân dân tỉnh Thái Bình. Ngày 16 tháng 6, khoảng 300 người dân xã Quỳnh Hoa bắt giữ Bí thư xã – Chủ tịch xã – Phó Ban tài chính xã, sau đó dẫn giải lên huyện Quỳnh Phụ với quãng đường dài 7 km. Đêm ngày 26 tháng 6 tại xã An Ninh thuộc huyện Quỳnh Phụ, hàng nghìn nông dân biểu tình đập phá trụ sở Ủy ban nhân dân xã vừa khánh thành, đập phá tư gia của chín công chức trong xã. Theo thống kê vào đêm ngày 26 tháng 6, người dân đốt nhà và cướp tài sản của 24 công chức tại Quỳnh Phụ, Thái Thụy, Kiến Xương. Nông dân tỉnh Thái Bình khiếu kiện tập thể gây ách tắc giao thông, một số trụ sở hành chính địa phương bị đập phá, một số địa điểm bạo động bắt giữ công chức – công an. Xã Quỳnh Hồng là nơi biểu tình sớm nhất, xã Quỳnh Hoa là nơi phức tạp nhất. Thời gian này, hàng trăm người dân Thái Bình diễu hành lên trụ sở hành chính tỉnh phản đối và bắt giữ một số công chức, có những cuộc diễu hành phản đối lên tới 600–700 người tại xã Quỳnh Hoa và các xã thuộc huyện Đông Hưng.

Địa giới tỉnh Thái Bình trên bản đồ hành chính Việt Nam

Một số cuộc biểu tình diễn ra tại một số huyện khác trong tỉnh khoảng ngày 26–27 tháng 6. Nông dân tại xã Đông Cường tấn công bạo động vào các công chức xã được cho là tham nhũng, trong đó ác liệt nhất tại Thái Thịnh, Thái Tân và Mỹ Lộc (đều thuộc huyện Thái Thụy). Tại xã Thái Nguyên thuộc huyện Thái Thụy, mâu thuẫn giữa người dân và chính quyền địa phương căng thẳng leo thang, chính quyền địa phương khi đó phòng bị sẵn sàng súng và được Phó Thủ tướng Nguyễn Công Tạn đề nghị hai phía đối thoại. Hai công chức hưu trí (bí danh lần lượt P, V) — cùng quê Thái Bình — thời điểm đó khẳng định với chính khách Hữu Thọ rằng "bọn chúng ức hiếp dân hơn cả bọn kỳ hào xưa thì người dân nào chịu được", sau đó hai người này đã nêu thực trạng với Đỗ Mười và Nguyễn Ngọc Trìu. Cuối tháng 6 năm 1997, nông dân tại các huyện Quỳnh Phụ, Hưng Hà, Tiền Hải, Đông Hưng, Thái Thụy liên tục khiếu kiện về dân chủ và công bằng xã hội. Theo trưởng công an thành phố Thái Bình Hoàng Văn Thái, chính quyền địa phương tại thị xã Thái Bình năm 1997 sai phạm về quản lý đất đai – lạm quyền, một số công chức bị kỷ luật đã kích động người dân. Sau đó, khiếu kiện của người dân được giải quyết kịp thời với hàng chục đoàn thanh tra được thành lập, các công chức cấp cao bị kỷ luật và phải đền bù thiệt hại. Theo nghiên cứu của thạc sĩ Mai Lan Phương tại Học viện Nông nghiệp Việt Nam, xã An Đồng trong "Sự kiện Thái Bình" xây dựng được 1,8 km đường và hai trạm bơm điện công suất 3.000m²/h; người dân đóng góp 22,58% – ngân sách xã khoảng 70,32% – ngân sách chính phủ 8,1%.
Những cá nhân trực tiếp tham gia chỉ đạo giải quyết vụ biểu tình ở Thái Bình gồm Cố vấn Ban chấp hành Trung ương Đảng cộng sản Việt Nam Phạm Văn Đồng và Đại tướng Võ Nguyên Giáp, Tổng Bí thư Đỗ Mười, Chủ tịch nước Lê Đức Anh và Thường trực Ban Bí thư Lê Khả Phiêu, Thủ tướng Võ Văn Kiệt, Trưởng Ban Dân vận Phạm Thế Duyệt, Phó Thủ tướng Nguyễn Công Tạn và Phan Văn Khải, Thứ trưởng Bộ Tài chính kiêm Tổng cục trưởng Tổng cục ruộng đất Nguyễn Thị Kim Ngân, Phó Trưởng Ban Nội chính Quách Lê Thanh, Phó Chủ tịch Ủy ban nhân dân tỉnh Thái Bình Bùi Sỹ Tiếu, Phó Tổng cục trưởng Tổng cục Cảnh sát Đỗ Hùng, Giám đốc Công an tỉnh Thái Bình Phạm Quý Ngọ. Mục tiêu của loạt sự kiện biểu tình tại Thái Bình nhằm xét xử các công chức sai phạm, yêu cầu kiểm tra – kết luận công khai các sai phạm. Nhóm khởi xướng biểu tình bao gồm các cựu chiến binh – công chức – Đảng viên Đảng Cộng sản Việt Nam hưu trí tại tỉnh Thái Bình.
Lê Khả Phiêu yêu cầu Tổng cục chính trị Quân đội tham mưu công tác dân vận cho Quân ủy Trung ương Việt Nam và Quân khu 3, Cục Dân vận – Tuyên truyền cử đặc phái viên quân đội đến Thái Bình đối thoại và đồng thời thiết lập một đường dây nóng đến văn phòng Lê Khả Phiêu thông qua Bộ Chỉ huy quân sự tỉnh Thái Bình. Bộ Chính trị Ban Chấp hành Trung ương Đảng Cộng sản Việt Nam quyết định lập "Tổ công tác đặc biệt" do Phạm Thế Duyệt kiêm nhiệm tổ trưởng, hướng đến công khai trên truyền thông đại chúng và xem xét ý kiến người dân mà không dựa trên báo cáo từ chính quyền địa phương. Lực lượng Quân đội nhân dân Việt Nam được điều chuyển đến tuyên truyền và bảo vệ người dân. Tổ công tác đặc biệt đến Thái Bình gồm 11 người, sau khi đối thoại thì người dân tuy mâu thuẫn nhưng không đến mức cực đoan – bất chấp pháp luật. Tỉnh ủy Thái Bình thành lập 242 tổ công tác với hàng nghìn lượt đối thoại với công chúng và đồng thời thanh tra kinh tế toàn diện địa phương. Phạm Thế Duyệt triệu tập 28 công chức chủ chốt của tỉnh nghe báo cáo, sau đó mời 400 công chức xã – huyện (bao gồm cả công chức hưu trí) tại Đông Hưng đến họp, tiếp tục mời 300 công chức chủ chốt của huyện Thái Thụy báo cáo, tiếp tục tổ chức đối thoại khối dân vận – mặt trận – cựu chiến binh – người dân, cuối cùng mời 100 công chức cao cấp (có quê quán Thái Bình) họp tại Hội Nông dân Việt Nam. Vài trăm sĩ quan Quân đội nhân dân Việt Nam khi đó đóng quân tại trường học và trụ sở Ủy ban, tiếp cận và thực hiện tuyên truyền với người dân Thái Bình. Đỗ Quang Tuấn — một thành viên thuộc tổ thị sát Thái Bình năm 1997 — trình bày thực trạng với Phạm Thế Duyệt và gửi báo cáo đến Đỗ Mười. Giáo sư Tương Lai thuộc Viện Xã hội học — một thành viên thuộc Ban Nghiên cứu của Thủ tướng — tổng hợp kết quả của các nhóm thị sát và gửi báo cáo đến Võ Văn Kiệt. Báo cáo của Viện Xã hội học năm 1997 tập trung vào mối quan hệ giữa người dân và công chức, vấn đề phát huy dân chủ cơ sở – công bằng xã hội.
| Nhóm khảo sát xã hội học Việt Nam năm 1997 | Nhóm khảo sát xã hội học Việt Nam năm 1997                                                                                         | Nhóm khảo sát xã hội học Việt Nam năm 1997                                                                           | Nhóm khảo sát xã hội học Việt Nam năm 1997 |
| Nhóm thị sát                               | Thành viên | Địa điểm thị sát | Nguồn                                      |
| ------------------------------------------ | --- | --- | ------------------------------------------ |
| Nhóm 1                                     | 4 người (Viện trưởng Viện Xã hội học Tương Lai phụ trách đoàn)                                                                     | xã An Ninh thuộc huyện Quỳnh Phụ                                                                                     | [ 2 ] [ 37 ] [ 50 ]                        |
| Nhóm 2                                     | 3 người (Phó Viện trưởng Viện Xã hội học phụ trách đoàn)                                                                           | dọc tuyến Hà Nam–Nam Định hướng về các huyện thuộc Thái Bình (Tiền Hải, Đông Hưng, Thái Thụy, Quỳnh Phụ, Kiến Xương) | [ 2 ] [ 37 ] [ 50 ]                        |
| Nhóm 3                                     | xuất phát đến Thái Bình, sau hai nhóm đầu một tuần                                                                                 | xã Thái Thịnh thuộc huyện Thái Thụy                                                                                  | [ 2 ] [ 37 ] [ 50 ]                        |
| Nhóm 4                                     | đang khảo sát về hộ kinh tế gia đình và địa vị của người phụ nữ, được yêu cầu khảo sát thêm chủ đề chung của ba nhóm tại Thái Bình | huyện Hải Hậu thuộc Nam Định                                                                                         | [ 2 ] [ 37 ] [ 50 ]                        |
| Nhóm 5                                     | đang khảo sát về biến động dân số, được yêu cầu khảo sát thêm chủ đề chung của ba nhóm tại Thái Bình                               | Hà Nam, Nam Định, Ninh Bình                                                                                          | [ 2 ] [ 37 ] [ 50 ]                        |

Giáo sư Tương Lai cho biết các cuộc khiếu kiện đến trụ sở hành chính tỉnh Thái Bình kéo dài với hàng nhìn người tham gia, giải quyết khiếu nại không triệt để, dẫn đến đụng độ xảy ra và lực lượng Công an nhân dân Việt Nam dùng chó chăn cừu Đức để trấn áp. Cục trưởng Cục Cảnh sát bảo vệ Nguyễn Văn Uy thừa nhận tổ chức được điều động đến Thái Bình vào năm 1997. Chính phủ Việt Nam điều động 1.200 cảnh sát chống bạo động về Thái Bình trấn áp vào ngày 28 tháng 6 năm 1997, AFP đưa tin một công chức địa phương chết do thương tích nhưng Ủy ban nhân dân tỉnh Thái Bình khẳng định không có thương vong. Các phóng viên nước ngoài bị cấm tiếp cận Thái Bình. Biểu tình lan rộng ra 6/7 huyện, tiếp tục kéo dài trong sáu tháng với quy mô khác nhau, các "tòa án" do người dân thành lập tiến thành thực thi xét xử công chức tham nhũng tại chỗ. Vào tháng 8 cùng năm, chính phủ Việt Nam bắt đầu xét xử các công chức địa phương sai phạm nhằm làm dịu tình hình. Vẫn trong tháng 8, nông dân Thái Bình tổ chức biểu tình trước Ủy ban nhân dân tỉnh, bạo lực nổ ra một lần nữa tại xã Quỳnh Hoa và 18 cảnh sát bị bắt giữ. Báo Công an nhân dân vào ngày 8 tháng 8 cho biết cảnh sát địa phương phát hiện mâu thuẫn tại hơn 67 xã thuộc tỉnh Thanh Hóa trong bảy tháng trước, báo Lao Động công bố kết quả điều tra sơ bộ công chức tại tỉnh Thái Bình. Sự kiện Thái Bình được đề cập chi tiết trên báo Quân đội nhân dân và báo Nhân Dân vào tháng 9 năm 1997, chính phủ Việt Nam kiểm duyệt chặt chẽ báo chí quốc nội.
Ngày 12 tháng 9, 34 công chức xã Quỳnh Hoa từ chức và trả lại con dấu dưới sức ép của người dân. Khoảng 400 người dân xã Quỳnh Hoa tập trung trước trụ sở Ủy ban nhân dân tỉnh Thái Bình vào ngày 12 tháng 11 nhằm mục đích khiếu nại và sau đó đập vỡ cửa kính; người dân xã Quỳnh Hoa bắt giữ 23 cảnh sát và một kiểm sát viên vào ngày hôm sau nhằm phản đối lệnh bắt giữ một số người dân. Ngày 25 cùng tháng, 20 công chức địa phương bị giam giữ bất hợp pháp được người dân phóng thích. Giai đoạn tháng 5–11 năm 1997, tình trạng bất ổn tại Thái Bình diễn ra trên diện rộng với hàng trăm xã, riêng huyện Quỳnh Phụ với 35/38 xã có khiếu kiện đông người dài ngày. Khi biểu tình diễn ra, một sự cố mất điện diện rộng xảy ra tại địa phương, nhân viên của các tổ chức phi chính phủ được thực hiện giới hạn các dự án của họ tại Thái Bình. Ước tính 43.000 người dân tham gia biểu tình, 242/285 xã đã diễn ra sự kiện. Theo báo cáo của tỉnh Thái Bình, thông kê 237/285 xã có khiếu kiện tính đến ngày 25 tháng 12 năm 1997, và tiếp tục gia tăng thành 242/285 xã có khiếu kiện vào ngày 20 tháng 2 năm 1998. Phóng viên nước ngoài được tiếp cận Thái Bình vào tháng 2 năm 1998.

## Nguyên nhân

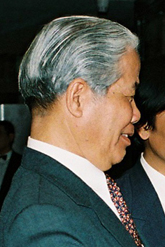
Tổng Bí thư Ban Chấp hành Trung ương Đảng Cộng sản Việt Nam Đỗ Mười, lãnh đạo tối cao de facto tại Việt Nam khi biểu tình Thái Bình 1997 diễn ra.

Theo Tổng Bí thư Đỗ Mười, nguyên nhân bắt nguồn từ bộ máy quan liêu xa dân, người dân bất bình khiếu kiện không được giải quyết, vi phạm tinh thần dân chủ lắng nghe ý kiến thẳng thắn. Phó Thủ tướng Chính phủ Nguyễn Công Tạn cho biết "phe chính quyền hồi đó sai, cậy quyền". Khi bàn thảo với Tổng Tham mưu trưởng Quân đội nhân dân Việt Nam Phạm Văn Trà, Lê Khả Phiêu nhấn mạnh "do nhân dân bức xúc với cách làm của cán bộ cơ sở nên họ mới có những hành động như vậy chứ không có thế lực nào xúi giục cả", yêu cầu xét xử công khai công chức sai phạm và không đàn áp nhân dân. Bí thư Chi bộ thôn Bồ Trang 1 (thuộc xã Quỳnh Hoa) Vũ Hoàng Tuấn thừa nhận nguyên nhân bắt nguồn từ "thiếu dân chủ trong quản lý – điều hành của chính quyền cơ sở, thực hiện phương châm "Dân biết, dân bàn, dân làm, dân kiểm tra" chưa đầy đủ". Phó Ban Tổ chức Tỉnh ủy Thái Bình Nguyễn Hồng Chương nhận xét "việc đánh giá phân loại tổ chức Đảng ở cơ sở tiến hành chưa chặt chẽ, thiếu nghiêm túc, nể nang, né tránh, dĩ hòa vi quý. Nhiều xã kinh tế chậm phát triển, cán bộ vi phạm khuyết điểm, thiếu sót, nội bộ thiếu đoàn kết, nhất trí, nhân dân khiếu kiện nhiều, nhưng khi xếp loại vẫn đạt danh hiệu trong sạch, vững mạnh". Chính khách Hữu Thọ khẳng định nguyên nhân do sai phạm quyền hạn thu hồi – đấu thầu đất đai, tham nhũng và sử dụng ngân sách lãng phí, lạm thu đóng góp của người dân (có nơi chiếm tới 37–40% thu nhập nông nghiệp), hiện tượng một số công chức áp bức người dân và bao che cho nhau (chủ nghĩa thân hữu)". Năm 2014, Tổng Bí thư Nguyễn Phú Trọng cho rằng giai đoạn 1997–1999 "do thiếu minh bạch trong sử dụng ngân sách đầu tư cơ sở hạ tầng "điện, đường, trường, trạm" tại một số địa phương nên Thái Bình trở thành điểm nóng về mất ổn định chính trị".
Chủ tịch Ủy ban nhân dân xã An Ninh Đỗ Văn Nam thừa nhận thực trạng khi đó "lạm dụng thu chi, thiếu dân chủ" cùng việc "đơn khiếu kiện không được trả lời thỏa đáng và im lặng kéo dài", thanh tra công khai nhưng kết quả không có gì. Cựu Chủ tịch Ủy ban nhân dân huyện Thái Thụy thời kỳ 1996–2002 Vũ Văn Lợi cho rằng trình độ quản lý kinh tế – tài chính – xây dựng của công chức địa phương yếu kém, nguyên nhân thứ hai là "mâu thuẫn nội bộ giữa cán bộ và quần chúng nhân dân". Báo Thái Bình cho rằng sự kiện xảy ra do "bất cập của cơ chế quản lý cũ cùng với nhận thức hạn chế của đội ngũ cán bộ cơ sở về dân chủ", "huy động quá sức dân và mất dân chủ trong đầu tư xây dựng cơ sở hạ tầng". Theo báo cáo của Trường Đại học Thái Bình, nguyên nhân do vi phạm dân chủ, quản lý tài chính thiếu minh bạch, đặc biệt là trong quá trình xây dựng "điện, đường, trường, trạm". Cựu Phó Trưởng Ban Dân vận Trung ương Đỗ Quang Tuấn — một thành viên thuộc tổ thị sát Thái Bình năm 1997 — nêu nguyên nhân do công chức địa phương tham nhũng, quan liêu, không giải quyết khiếu kiện của người dân, "không có vấn đề địch ở đây". Chương trình Phát triển của Liên Hợp Quốc cho rằng một trong những nguyên nhân gây ra biểu tình do "áp đặt thuế và tài sản tùy tiện". Bùi Sỹ Tiếu khẳng định nguyên nhân do "những vi phạm nghiêm trọng trong quản lý đất đai ở các địa phương", cũng như "xuất phát từ những phong trào mang tính duy ý chí", "tình trạng mất dân chủ ở cơ sở". Tỉnh ủy Thái Bình giai đoạn 1997–1998 tổng kết nguyên nhân do "lạm quyền, vi phạm dân chủ, buông lỏng quản lý công chức, chủ nghĩa thân hữu".

## Tác động

### Biểu tình tiếp giáp Thái Bình
Người dân xóm 17–18 xã Giao An khiếu kiện vào tháng 5 năm 1998, sau đó khiếu kiện lan rộng ra toàn huyện Giao Thủy thuộc Nam Định với 19/22 xã tính đến tháng 12 năm 2001. Các khiếu kiện tập trung vào những sai phạm thu chi ngân sách xã, cấp phép mua bán đất đai trái thẩm quyền, lạm thu thuế nông nghiệp, sai phạm trong thực hiện chính sách xã hội. Người khiếu kiện gồm nhóm công chức – đảng viên Đảng Cộng sản Việt Nam hưu trí, cựu chiến binh – thương binh. Biểu tình phản đối chủ yếu xảy ra tại các xã Hồng Thuận, Giao Lạc, Giao Xuân, Giao Hà, Giao Thịnh với giai đoạn cao điểm lên đến 400–500 người. Nguyên nhân bắt nguồn từ chính quyền địa phương xem nhẹ dân chủ, buông lỏng quản lý đất đai và giám sát thu chi ngân sách, sai phạm kéo dài và thiếu kỷ luật, lạm thu quá sức đóng góp của người dân, tình hình Thái Bình ảnh hưởng đến huyện giáp ranh Giao Thủy. Do huyện Phù Cừ thuộc Hưng Yên giáp ranh địa giới hành chính với Thái Bình và xuất hiện nhiều tiêu cực (tranh giành quyền lực nội bộ, người dân khiếu kiện kéo dài), tình hình Phù Cừ cũng chịu ảnh hưởng từ "Sự kiện Thái Bình" trong giai đoạn 1997–2000. Xã Phan Sào Nam và thị trấn Trần Cao thuộc Phù Cừ xuất hiện sai phạm trong giai đoạn 2000–2003, một số công chức chủ chốt địa phương bị kỷ luật. Biểu tình đã nổ ra tại một số khu vực thuộc Nam Định, Hà Nam và ngoại thành Hà Nội vào năm 1998.

### Biểu tình Đồng Nai
Ngày 7 tháng 11 năm 1997 tại Đồng Nai, hơn 2.000 người dân biểu tình cáo buộc công chức địa phương tham nhũng và tịch thu đất đai, trong đó có một nhóm phụ nữ đã phản đối bằng cách khỏa thân. Đa phần người biểu tình theo Giáo hội Công giáo Rôma và đều gốc Thái Bình, và họ vào Nam trong Cuộc di cư Việt Nam vào thập niên 1950. Biểu tình kéo dài trong ba ngày, khởi phát tại giáo phận Xuân Lộc thuộc xã Trà Cổ ở huyện Thống Nhất do chính quyền địa phương tịch thu đất nhà thờ Công giáo. Hàng trăm người dân chặn đường Quốc lộ 1, cảnh sát được điều động đến trấn áp, một số người dân và cảnh sát bị thương nặng. Trưởng Ban Dân vận Trung ương Phạm Thế Duyệt được cử đến đối thoại. Tổ chức Theo dõi Nhân quyền cho biết biểu tình phức tạp hơn Thái Bình do cộng đồng Công giáo miền Nam coi trọng nhà thờ hơn biểu tượng Nhà nước, xã Trà Cổ tập trung người Nùng — một sắc tộc di dân trong Cuộc di cư Việt Nam thập niên 1950, từng được quân đội Hoa Kỳ đào tạo trong Chiến tranh Việt Nam, và tị nạn thuyền nhân Việt Nam — có trình độ học vấn thấp và tỷ lệ có việc làm thấp hơn người Việt. Một báo cáo khác ước tính 10.000 người dân tham gia biểu tình, khoảng năm người bị thương, chính quyền địa phương nhờ giám mục Phaolô Maria Nguyễn Minh Nhật tác động nhằm tránh tình trạng bạo động. Bộ Ngoại giao vào ngày 12 tháng 11 thông cáo đây là một tranh chấp đất đai dân sự tại địa phương huyện Thống Nhất và không liên quan đến vấn đề tôn giáo. Xe cảnh sát chống bạo động bị tấn công, một số cảnh sát bị thương do bị ném đá, tư gia của một số công chức địa phương bị phóng hỏa.

## Phản ứng

### Quốc nội

#### Nông dân Thái Bình
Một nông dân tên Đức, khi được The Seattle Times phỏng vấn, nói rằng "khi họ nói về Đổi Mới, nông thôn vẫn không có nhiều thay đổi. Nông dân và những người làm việc trên các cánh đồng đã bị lãng quên trong nỗ lực hiện đại hóa đất nước". Nông dân tại hầu hết các xã thuộc Thái Bình khiếu kiện kéo dài trong suốt giai đoạn khoảng 1997–1999, và được giải quyết triệt để khiếu nại vào năm 2000. Từ tháng 11 năm 1997 đến tháng 6 năm 1998, Thái Bình có 242/285 xã (khoảng 90% đơn vị hành chính) có đơn khiếu nại tố cáo tham nhũng, lạm quyền trong quản lý đất đai với khoảng 43.000 người dân biểu tình. Tính riêng huyện Vũ Thư, đơn khiếu nại – tố cáo được thống kê 398 lượt năm 1997 và 1.063 lượt năm 1998.

#### Chính phủ Việt Nam
Một người Phát ngôn Bộ Ngoại giao Cộng hòa xã hội chủ nghĩa Việt Nam thời điểm đó thừa nhận công chức địa phương Thái Bình "có một số hoạt động không minh bạch trong các dự án phát triển nông thôn". Tổng Bí thư Đỗ Mười khẳng định "Thái Bình làm được nhiều việc tốt sinh ra chủ quan dẫn đến quan liêu, xa dân, không nghe dân, dù đó là những ý kiến thẳng thắn, xây dựng. Dân bất bình khiếu kiện không được giải quyết, từ một số xã đã lan ra đến nhiều xã của tỉnh làm ảnh hưởng đến tình hình chính trị, sản xuất và các hoạt động khác". Thường trực Ban Bí thư Lê Khả Phiêu nhận xét "sự việc Thái Bình chính là dân dạy cho Đảng ta bài học về bệnh quan liêu, gần dân mà xa dân; cán bộ Đảng – chính quyền cơ sở hư hỏng, tham ô; dân bức xúc, tố giác đã lâu mà không lắng nghe, điều tra, xử lý". Sau khi nghe góp ý tại Bộ Quốc phòng, Lê Khả Phiêu quyết định xét xử các công chức sai phạm và những người kích động nhân dân gây rối tại Thái Bình. Một phái đoàn do giáo sư Tương Lai chủ trì — một thành viên thuộc Ban Nghiên cứu của Thủ tướng Võ Văn Kiệt — thị sát tình hình thực tế tại Thái Bình, ghi nhận "một cuộc khủng hoảng chính trị xã hội thực sự trong nhiều xã và huyện của nông thôn Thái Bình". Trưởng Ban Tuyên giáo Trung ương Hữu Thọ đánh giá "sự kiện ấy gây giật mình" khi Thái Bình cách đó một năm được chọn làm mô hình xây dựng Đảng Cộng sản Việt Nam, nhưng bất chợt được coi là điển hình tham nhũng và vi phạm dân chủ. Một phái đoàn do Trưởng Ban Dân vận Trung ương Nguyễn Minh Triết (vừa được bổ nhiệm) đến miền Nam thị sát công luận.
Bộ Chính trị Ban Chấp hành Trung ương Đảng Cộng sản Việt Nam thông cáo chỉ thị khẳng định "đây là mâu thuẫn trong nội bộ nhân dân", hướng dẫn áp dụng phương pháp vận động – thuyết phục người dân, đồng thời tiến hành xử lý các công chức – Đảng viên Đảng Cộng sản Việt Nam tham nhũng. Thái Bình được chọn là nơi thí điểm Quy chế dân chủ cơ sở. Năm 1998, Chủ tịch nước Trần Đức Lương bộc bạch "Khi những người tốt phải trút sự bất mãn đầy phẫn nộ của họ thông qua các cuộc biểu tình rầm rộ chống lại công chức địa phương, chỉ có lời giải thích duy nhất là... nhiều công chức và đảng viên Đảng Cộng sản Việt Nam của chúng ta... đã phạm phải nhiều sai lầm". Trong giai đoạn 1998–1999, Phạm Thế Duyệt thực hiện hơn 50 lần đối thoại giữa công chức và người dân Thái Bình để giải quyết các khiếu nại. Theo Nghị quyết Trung ương 4 - Khóa XII, Tổng Bí thư (đương nhiệm) Nguyễn Phú Trọng gợi nhắc biến cố Thái Bình và khẳng định "quyền lực chính trị ngày càng dễ dẫn tới lợi ích vật chất khiến cán bộ các cấp chuyên quyền, độc đoán, mất dân chủ, xa rời dân". Năm 2017, Phạm Thế Duyệt phân trần "ta phải coi ta là chính, đừng bao giờ ngộ nhận đổ cho người khách, đổ cho khách quan".

#### Chính quyền địa phương
Tỉnh ủy Thái Bình khi đó cho rằng "nguyên nhân địch phá hoại, cán bộ hưu trí bất mãn chống đối", đồng thời kiến nghị Công an nhân dân Việt Nam và Quân đội nhân dân Việt Nam đến Thái Bình trấn áp, nhưng Bộ Chính trị Ban Chấp hành Trung ương Đảng Cộng sản Việt Nam phản bác và cho rằng "cán bộ địa phương sai phạm, chính quyền yếu kém". Trưởng Ban Dân vận Trung ương Phạm Thế Duyệt vận động công chức tại Thái Bình sai phạm và tham nhũng nhận lỗi trước công chúng, cam kết tiến hành hoàn trả tài sản lạm thu. Năm 1998, Bí thư Huyện ủy Quỳnh Phụ Phạm Văn Hóa thừa nhận thiếu công khai và dân chủ về kinh tế; đồng thời mở hòm thư nhận ý kiến từ người dân. Năm 2001, Bí thư Tỉnh ủy Thái Bình Bùi Sỹ Tiếu tại Đại hội Đảng Cộng sản Việt Nam lần thứ IX thừa nhận nguyên nhân "quá thiên về phát triển kinh tế, xem nhẹ công tác xây dựng Đảng Cộng sản Việt Nam" và "chưa phát huy đầy đủ quyền làm chủ của nhân dân". Năm 2018, Bí thư Đảng ủy xã Quỳnh Hoa (đương nhiệm) Nguyễn Văn Hoàn thừa nhận biểu tình Thái Bình 1997 là "bài học kinh nghiệm sâu sắc, đắt giá của Đảng bộ xã Quỳnh Hoa trong lãnh đạo, chỉ đạo thực hiện nhiệm vụ chính trị của địa phương, đặc biệt trong thực hiện dân chủ ở cơ sở". Cựu Chủ tịch Ủy ban nhân dân xã Thái Thịnh (năm 1998) Đỗ Văn Hoàn khẳng định "luôn thấm thía bài học về lòng dân. Khi niềm tin của người dân được củng cố thì họ sẵn sàng hy sinh lợi ích riêng vì sự nghiệp chung". Chủ tịch Hội Cựu chiến binh tỉnh Thái Bình Nguyễn Văn Hán cho rằng bất ổn giai đoạn 1997–1999 bởi "huy động nguồn lực quá sức dân, mất dân chủ". Năm 2012, cựu Bí thư Tỉnh ủy Thái Bình Bùi Sỹ Tiếu đúc kết "đó là một bài học trong lãnh đạo chỉ đạo. Đừng bao giờ đẩy người dân đến bước đường cùng. Đừng bao giờ đẩy người dân đến mức không chịu đựng được".

#### Truyền thông Việt Nam
Cựu phó Tổng Biên tập báo Nhân Dân Đức Lượng cho rằng Sự kiện Thái Bình 1997 và một số sự kiện bức xúc trong xã hội Việt Nam hiện tại bắt nguồn từ nguyên nhân "người dân bày tỏ thái độ bất bình trước tình trạng tham nhũng ở cơ sở", đồng thời nhận định Đảng cầm quyền cần tránh "tình trạng lạm quyền, tham nhũng". Nguyễn Hữu Quý trên báo Nhân Dân đúc kết "nhân dân được làm chủ thật sự, đó chính là chìa khóa của sự ổn định và phát triển". Trần Quang Vũ trên báo Lao Động nhận xét "nếu không sâu sát, nắm bắt đúng tình hình, chỉ nghe báo cáo và áp dụng chuyên chính trong vụ Thái Bình, chúng ta không biết đất nước sẽ đi đến đâu". Vũ Lân trên báo Đại Đoàn Kết gợi nhắc đến biểu tình Thái Bình 1997, đồng thời nếu thực trạng "vấn đề thực hiện dân chủ cơ sở ở nhiều nơi vẫn còn rất hình thức. Vấn đề thu hồi đất, đền bù, giải phóng mặt bằng vẫn là vấn đề có nhiều bất cập, bức xúc, nổi cộm ở nhiều nơi". Bùi Hoàng Tám trên báo Dân trí gợi nhắc biểu tình Thái Bình 1997 và nhận xét một số địa phương tại tỉnh Thái Bình thời điểm đó "hình thành một lớp cường hào mới" khiến "hàng vạn nông dân đứng lên biểu tình, hàng ngàn cán bộ Đảng viên bị xử lý kỷ luật". Báo Thái Bình nhìn nhận vụ cưỡng chế đất tại Tiên Lãng hay tranh chấp đất đai tại Đồng Tâm và sự kiện Thái Bình giai đoạn 1997–1999 đều bắt nguồn từ "những hạn chế trong thực hiện quy chế dân chủ cơ sở".
Anh Thư trên báo Hà Nội Mới nhận định "một bộ phận cán bộ từ tỉnh đến cơ sở lề lối – tác phong làm việc quan liêu, cửa quyền, mất dân chủ nghiêm trọng"; đồng thời cho rằng "lạm thu đóng góp phí xây dựng hạ tầng quá lớn so với thu nhập thực tế của người dân" và coi nhẹ giải quyết khiếu nại, nội bộ tổ chức địa phương Đảng Cộng sản Việt Nam tranh giành quyền lực. Lê Viết Quân trên VietNamNet gợi nhắc vụ cưỡng chế đất tại Tiên Lãng và biểu tình Ô Khảm, đồng thời nhận xét "Còn nhớ trước năm 1997, khi con sóng đầu cơ bất động sản đầu tiên hình thành ở Việt Nam, tại một số địa phương cũng đã manh nha làn sóng khiếu kiện đất đai. Nhưng đến năm 1997, điểm cực đại trong phản ứng tâm lý của người dân đã được kết tủa bởi sự kiện Thái Bình". Thái Duy trên báo Người lao động bình luận "Sự kiện Thái Bình chứng minh bệnh quan liêu hết sức trầm trọng. Đây là lúc lãnh đạo các cấp phải học tập bài học chống quan liêu của Bác Hồ". Đức Lê trên Tạp chí Quốc phòng toàn dân cho rằng "Sự kiện Thái Bình 1997" và biểu tình Tây Nguyên 2004 là chiến tranh tâm lý, đồng thời "thấy rất rõ tác hại của việc chậm trễ về thông tin và định hướng dư luận xã hội". Báo Quân đội nhân dân cho rằng sự bất mãn lan rộng cùng với việc buông lỏng quản lý, biển thủ ngân sách và quan liêu của các công chức tham nhũng đã dẫn đến "bất ổn chính trị tồi tệ". Báo nhấn mạnh "một số tín đồ Phật giáo và Công giáo bị dụ dỗ vào các hoạt động bất hợp pháp chống lại Đảng Cộng sản Việt Nam, đường lối và chính sách của Nhà nước". Báo Công an Thái Bình thừa nhận "do những sai lầm, khuyết điểm trong công tác quản lý kinh tế – xã hội ở cơ sở" đã khiến "xảy ra khiếu kiện phức tạp, gây mất ổn định, nhiều nơi trở thành điểm nóng" vào những năm 1997–1999.

#### Học giả Việt Nam
Tiến sĩ Lê Thị Thanh Hà tại Học viện Chính trị Quốc gia Hồ Chí Minh nhận định biểu tình Tây Nguyên 2004 và biểu tình Thái Bình 1997 bắt nguồn từ "quá trình công nghiệp hóa dẫn tới việc thu hồi quyền sử dụng đất nông nghiệp với quy mô lớn" khiến "chuyển đổi mạnh cấu trúc lao động các hộ gia đình", nhiều lao động nông nghiệp "không có thu nhập và thiếu nguồn sống". Thạc sĩ Lê Xuân Huy tại Viện Hàn lâm Khoa học xã hội Việt Nam nêu thực trạng người dân chưa có tiền lệ thực hành pháp quyền trong nền dân chủ, hệ thống pháp luật Việt Nam vẫn còn những quy phạm chưa phù hợp với thực tế, quyền và lợi ích của cá nhân bị xem nhẹ, cơ chế bộ máy quan liêu bao cấp kéo dài theo cách xử lý duy ý chí và vi phạm dân chủ. Sau một thời gian thực hiện Nghị quyết 10 của Bộ Chính trị Ban Chấp hành Trung ương Đảng Cộng sản Việt Nam khóa VI, xuất hiện tranh chấp đất đai và nhu cầu đòi hỏi công khai hoá các khoản thu chi khiến xuất hiện biểu tình Thái Bình 1997 và khiếu kiện ở Hà Tây. Thạc sĩ Nguyễn Thị Ngọc Hạnh tại Học viện Khoa học Xã hội nhìn nhận sau Nghị quyết lần thứ ba của Ban Chấp hành Trung ương Đảng Cộng sản Việt Nam khoá VIII và Nghị quyết Đại hội Đảng Cộng sản Việt Nam IX, chính phủ Việt Nam ban hành nhiều chính sách nhằm phát huy quyền làm chủ của nhân dân. Tuy nhiên, do chưa thể chế hóa và chậm áp dụng thực tiễn, sau Sự kiện Thái Bình thì các vụ khiếu kiện đông người vẫn chưa giảm và ngày càng gay gắt hơn. Tiến sĩ Nguyễn Trọng Phúc đúc kết "sự kiện Thái Bình để lại nhiều bài học trong đó có bài học về xây dựng Đảng, hệ thống chính trị, mối quan hệ giữa Đảng và nhân dân". Thạc sĩ Đặng Thị Minh Phương tại Trường Đại học Khoa học Xã hội và Nhân văn, Đại học Quốc gia Hà Nội khái quát "người dân chống đối không phải là vì nhằm để lật đổ chính quyền, chống đối lại thể chế, mà người dân chỉ mong muốn đòi hỏi sự dân chủ, công bằng, loại bỏ những cán bộ tham nhũng, thoái hóa biến chất, hoàn thiện thể chế chính sách". Thạc sĩ Đỗ Thu Huyền tại Đại học Quốc gia Hà Nội cho rằng "biểu tình là thứ vũ khí sắc bén để người dân kêu gọi việc bảo đảm các quyền và lợi ích chính đáng của mình.[...] Thoạt nhìn thì đây là một cuộc bạo động nhưng không thể phủ nhận mặt tích cực của nó đối với bộ máy chính quyền địa phương". Cựu Đại biểu Quốc hội Việt Nam Vũ Kỳ khẳng khái thừa nhận "Thái Bình đã để mất ngọn cờ lãnh đạo vào tay bọn tham nhũng".
Bùi Thế Cường tại Viện Hàn lâm Khoa học xã hội Việt Nam nhận định biểu tình Thái Bình 1997 và biểu tình Tây Nguyên 2004 hay các vụ khiếu kiện đất đai cho thấy "những bài học quý giá về quản lý khủng hoảng, đưa ra những gợi ý về quản lý biến đổi xã hội, nhưng có thể vẫn chưa bộc lộ rõ chiều sâu của vấn đề để rút ra được những gợi ý về quản lý chiến lược". Tiến sĩ Vũ Văn Khoan tại Hội Khoa học Lịch sử Việt Nam nhìn nhận "Những gì xảy ra 15 năm trước ở một tỉnh có truyền thống yêu nước, chống giặc, cách mạng đã làm cho chúng ta phải suy nghĩ.[...] Đảng ta, Chính phủ ta, nhân dân cả nước ta cần "cám ơn" Thái Bình đã chỉ ra được những bài học kinh nghiệm ấy vì những bài học quý báu đó không chỉ cho Thái Bình mà cho toàn Đảng, toàn dân ta hiện nay"". Giáo sư Nguyễn Minh Thuyết gợi nhắc vụ cưỡng chế đất tại Tiên Lãng và phân tích "chúng ta đã có bài học về lòng dân từ Thái Bình năm 1997 rồi, nhưng lâu nay có lẽ đã quên, mà quên lần này là hỏng hẳn". Tiến sĩ Lê Văn Cương nhấn mạnh việc xây dựng cơ chế giám sát quyền lực nhà nước đơn Đảng tại Việt Nam, đồng thời bình luận "15 năm trước, Đảng ủy Quỳnh Phụ 10 năm liền trong sạch vững mạnh vậy mà cuối cùng sự kiện Thái Bình 1997 lại nổ ra". Đại biểu Quốc hội Việt Nam Dương Trung Quốc nhìn nhận "Nếu nhìn bề ngoài các đại biểu cho rằng đây là bạo loạn. Nhưng lúc đó Đảng Cộng sản Việt Nam rất tỉnh táo, các đồng chí lãnh đạo cao nhất của Đảng đã đến tận nơi phát hiện ra cả hai mặt. Mặt tiêu cực là thiếu tổ chức dẫn đến tình trạng nhũng loạn. Nhưng mặt tích cực của nó là góp phần phát hiện những sai sót yếu kém trong bộ máy chính quyền địa phương. Nếu chúng ta bên cạnh việc nâng cao hơn nữa quản lý bộ máy công quyền, cộng với luật biểu tình thật xác đáng, đó là tác động rất tích cực cho xã hội". Phó giáo sư Nguyễn Xuân Tế tại Trường Đại học Luật Thành phố Hồ Chí Minh khẳng định "nguyên nhân trực tiếp là do cán bộ quan liêu, tham nhũng, mất dân chủ, nhưng nó lại là hậu quả của cả một thể chế chưa được đổi mới".
Giáo sư Tương Lai tại một hội thảo năm 2007 tổng kết sự kiện "Khi cái nhọt đã bục vỡ, nếu biết cách xử lý, nỗi đau sẽ giảm nhẹ đi rất nhiều và phần cơ thể nhiễm khuẩn sẽ lành mạnh trở lại. Điều ấy là dễ hiểu song không dễ chấp nhận, không dễ có một thái độ dám nhìn thẳng vào sự thật, nói đúng sự thật với một sự dũng cảm mổ xẻ, phân tích để tìm ra đúng nguyên nhân. Nếu không tìm ra đúng nguyên nhân của sự kiện, chỉ dừng lại trên bề mặt của hiện tượng, đối phó bị động và tạm thời bằng những giải pháp chắp vá, thì nhất thời có thể tạm yên được sự bùng nổ, nhưng cái đẩy tới sự bùng nổ thì vẫn còn nguyên, thậm chí còn nung nấu thêm". Tại hội thảo do Văn phòng Quốc hội Việt Nam và Ủy ban châu Âu tổ chức ở Nha Trang vào ngày 15 tháng 8 năm 2007, giáo sư Tương Lai gợi nhắc biểu tình Thái Bình 1997, đồng thời nhấn mạnh "sự cần thiết phải đẩy mạnh việc xây dựng xã hội dân sự để thực hiện tốt quyền và trách nhiệm "phản biện xã hội", trong đó có quyền và trách nhiệm tham gia vào quy trình lập pháp của Quốc hội". Sau này, giáo sư Tương Lai tiếp tục kết luận "Bài học Thái Bình thường được phân tích là bài học về sự lãnh đạo của tổ chức Đảng, bộ máy Nhà nước và hệ thống chính trị ở nông thôn, nhưng còn một bài học nữa ít được phân tích, đó là bài học về tổ chức xã hội. Ở đây là tổ chức quyền lực và "xã hội dân sự" tại nông thôn". Phạm Chí Dũng cho rằng trong "Cách mạng Thái Bình 1997", vai trò lãnh đạo thuộc về giới cựu chiến binh, người dân Thái Bình bắt giữ lực lượng thi hành công vụ và tạm thiết lập "chính quyền nhân dân", phong trào sau đó đã lan ra một số tỉnh. Sự kiện Thái Bình được phó giáo sư Bùi Thế Cường tại Viện Xã hội học định danh loại hình phong trào xã hội không có sự dẫn dắt của các tổ chức pháp nhân, hình thành nhằm biểu cảm các mục tiêu – nguyện vọng của nhóm xã hội nhất định. Thạc sĩ Bùi Xuân Hóa tại Trường Đại học Khoa học Xã hội và Nhân văn, Đại học Quốc gia Hà Nội cho rằng "tình trạng khiếu kiện đông người lúc đầu diễn ra tự phát do quần chúng bất bình trước những sai phạm của cán bộ – Đảng viên địa phương, nhưng dần dần hình thành một bộ phận lãnh đạo – chỉ huy gồm một số người làm nguyên đơn trong các khiếu nại tố cáo và những cán bộ – Đảng viên bất mãn".

### Quốc tế

#### Việt kiều
Cộng đồng Việt kiều tổ chức cuộc biểu tình phản đối chính phủ Việt Nam tại thủ đô Paris vào ngày 10 tháng 8, tại Quận Cam vào ngày 16 tháng 8, tại thành phố Houston vào ngày 17 tháng 8, tại trụ sở Đại sứ quán Việt Nam ở thủ đô Washington, D.C vào ngày 23 tháng 8 với biểu ngữ "Hoan hô Nổi dậy Thái Bình". Cư dân tại thành phố San Jose thuộc tiểu bang California tổ chức "Tuần lễ Thái Bình–Xuân Lộc" từ ngày 24 tháng 8 đến ngày 1 tháng 9 năm 1997. Việt kiều tại Pháp tổ chức một cuộc biểu tình tuyệt thực kéo dài ba ngày tại quảng trường Trocadéro trong cùng khoảng thời gian này, một nhóm người Việt tại Đức biểu tình tuyệt thực trước trụ sở tòa nhà Đại sứ quán Việt Nam tại thành phố Bonn.
Vào tháng 9 tại đường Bolsa Avenue thuộc thành phố Westminster, Phong trào Giáo dân Việt Nam tổ chức diễu hành với hơn 2.000 Việt kiều phản đối chính phủ Việt Nam vi phạm nhân quyền – đàn áp tôn giáo người dân tại Thái Bình và Đồng Nai thuộc Việt Nam. Ngày 24 tháng 11 tại thành phố Santa Ana thuộc Quận Cam ở tiểu bang California, cảnh sát ước tính hơn 5.000 Việt kiều diễu hành phản đối với cùng lý do (trong khi "Phong trào Giáo dân Việt Nam" ước tính ít nhất 8.000 người tham gia). Đám đông diễu hành mang theo quốc kỳ Việt Nam Cộng hòa và hô to "tự do cho Việt Nam". Ngày 14 tháng 12 năm 1997 tại Little Saigon, khoảng 150 Việt kiều diễu hành và cầm quốc kỳ Việt Nam Cộng hòa, cáo buộc chính phủ Việt Nam vi phạm nhân quyền vì đàn áp tôn giáo và áp bức chính trị diện rộng.

#### Chính phủ nước ngoài
Trước đám đông Việt kiều biểu tình tại Quận Cam thuộc tiểu bang California ngày 24 tháng 11 năm 1997, dân biểu Ed Royce—một thành viên thuộc Ủy ban Nhân quyền Tom Lantos—phát biểu "yêu cầu bắt buộc là chính phủ Việt Nam phải nghe những gì chúng tôi đang nói ở đây hôm nay. Chúng tôi ở đây hôm nay để cho chính phủ Việt Nam thấy chúng tôi ở Hoa Kỳ biết sự áp bức tôn giáo đang diễn ra. Chúng tôi ở đây hôm nay lên tiếng để chống lại thực trạng đó. Tại cuộc biểu tình của Việt kiều vào ngày 14 tháng 12 tại Little Saigon, dân biểu Loretta Sanchez cho biết đang yêu cầu chính quyền liên bang Hoa Kỳ ưu tiên nhân quyền trước khi ký kết bất kỳ hiệp định thương mại nào với chính phủ Việt Nam. Đại sứ Hoa Kỳ tại Việt Nam Pete Peterson bình luận "Họ [chính phủ Việt Nam] đang tìm kiếm một hệ thống. Họ đang tìm kiếm một sự thay đổi hoàn toàn trong cách hoạt động của chính phủ này. Họ rất muốn tránh xa đa nguyên, bởi vì với sự kiện này [biểu tình Thái Bình 1997] thì họ thấy sự bất ổn lớn. Nhưng họ đã không xóa bỏ hệ thống mà họ đang nắm giữ".

#### Truyền thông quốc tế
Nam Nguyên trên Đài Á Châu Tự do nêu thực trạng Luật Đất đai tại Việt Nam được sửa đổi năm lần từ 1987 đến 2009 nhưng "luôn luôn bị chi phối bởi quan niệm đất đai là sở hữu toàn dân giao cho nhà nước là đại diện chủ sở hữu", đồng thời cho rằng "sự lạm quyền của các địa phương suốt mấy chục năm qua" dẫn đến nhiều khiếu kiện như biểu tình Thái Bình 1997 hay vụ cưỡng chế đất tại Tiên Lãng. Đồng Chuông Tử trên BBC cho rằng "vụ biểu tình của người dân Thái Bình năm 1997 là một bước ngoặt về nhận thức của chính quyền và người dân". Cù Huy Hà Vũ trên VOA cho rằng tranh chấp đất đại tại Đồng Tâm là khủng hoảng nghiêm trọng nhất của chính phủ Việt Nam với người dân kể từ sự kiện Thái Bình năm 1997. Ian Stewart trên The Seattle Times nhận xét "với việc trấn áp cả người dân thôn quê và các công chức địa phương, chính phủ trung ương tại Hà Nội đã dập tắt bất ổn xã hội với một sự cân bằng giữa cải cách và vũ lực". The Economist nhìn nhận "bất mãn về tham nhũng, thuế trừng phạt và thiếu đất đã gây ra cuộc nổi dậy tại tỉnh Thái Bình trồng lúa phía bắc"; "khi chương trình cải cách kinh tế bắt đầu, Việt Nam được đa số coi như một con hổ mới châu Á theo tiến trình. Nhưng quốc gia này vẫn còn tàn tích nghèo đói khủng khiếp với hơn 75 triệu dân tiếp tục sống dưới mức nghèo". Seth Mydans trên The New York Times nhận định "sau cuộc nổi dậy 1997 chống lại công chức tham nhũng tại Thái Bình, Lê Khả Phiêu đã đưa ra một thiết chế các thủ tục phòng vệ ở cấp địa phương. Đảng Cộng sản Việt Nam đã thành lập một Ủy ban giám sát dù quyền lực [Ủy ban này] bị hạn chế". Alejandro Reyes trên CNN cho rằng "mặc dù chính trị và xã hội bị Đảng Cộng sản Việt Nam kiểm soát, Việt Nam vẫn trải qua một số bất ổn. Tại tỉnh Thái Bình phía bắc, cảnh sát được điều động tới để dập tắt biểu tình của nông dân chống lại tham nhũng và thuế cao".
Ian Stewart trên Associated Press cho biết sự kiện xảy ra do "những nông dân tức giận về thuế bất công, lạm dụng tiền công và sử dụng đất hợp tác xã như tài sản thế chấp, cùng với nhiều hình thức tham nhũng khác. Cat Ha trên báo Người Việt bình luận "luôn rất khó khăn cho các phương tiện truyền thông. Hiện tại với cuộc nổi dậy, chính phủ Việt Nam hiểu rõ thông tin nguy hiểm như thế nào, và họ đang cố gắng cấm mọi thứ". Thi Lam trên Salon phân tích "Thái Bình là cái nôi không chỉ của cách mạng Cộng sản mà còn là của các cuộc đấu tranh giành tự do khỏi Đế quốc thực dân Pháp trong thập niên 1930. Các lãnh đạo mới của Việt Nam không thể không chú ý đến sự tương đồng đáng kinh ngạc giữa những cuộc nổi dậy mấy tháng gần đây tại tỉnh đó với các hoạt động cách mạng nhận nhiều tôn vinh của những thập kỷ trước". Keith Richburg trên The Washington Post cho rằng "Việt Nam đã bước vào thời kỳ bất ổn, yếu nhược về kinh tế và chính trị. Các lãnh đạo 70 tuổi và 80 tuổi dường như tê liệt, giới lãnh đạo có sự bối rối và thiếu quyết đoán về cách làm cũng như hướng đi tiếp theo của đất nước.[...] Các nhà lãnh đạo Việt Nam có vẻ đặc biệt quan tâm đến Nhật Bản — nơi mà Đảng Dân chủ Tự do đã cầm quyền gần như tuyệt đối kể từ Chiến tranh thế giới thứ hai ngay cả trong một hệ thống dân chủ".

#### Học giả quốc tế
Giáo sư Ben Kerkvliet tại Đại học Quốc gia Úc cho rằng nguyên nhân do "nghèo, công chức lạm quyền, tranh chấp đất đai, lạm thu thuế và nhiều loại thuế khác có lịch sử lâu đời tại Việt Nam, Đảng Cộng sản Việt Nam biết rõ hơn ai hết". The Washington Post dẫn lời một nhà kinh tế học phương Tây nói "chính sách cải cách kinh tế được chào hàng rất nhiều, được gọi là Đổi Mới ra mắt từ thập kỷ trước, cuối cùng đã "hết hơi"". Tiến sĩ Nguyễn Hồng Hải tại Đại học Công nghệ Queensland phân tích việc áp dụng dân chủ cơ sở toàn quốc năm 1998 trước biểu tình Thái Bình 1997 cho thấy "sự hùng biện của Đảng Cộng sản Việt Nam về dân chủ, có những câu chuyện thành công mà trong đó người dân địa phương đã có thể thực hiện một số quyền chính trị. Dân chủ cơ sở là một cơ chế cho phép Đảng Cộng sản Việt Nam ổn định nông thôn và giảm thiếu sự bất mãn của nông dân". Trong nghiên cứu tiếp theo, tiến sĩ Nguyễn Hồng Hải tiếp tục tổng quát "Chỉ khi tình trạng bất ổn lan rộng toàn tỉnh và một số biểu tượng của chế độ như tượng Hồ Chí Minh, quốc kỳ Việt Nam, Đảng kỳ bị đập phá, Đảng Cộng sản Việt Nam mới nhận ra rằng tính hợp pháp của nó đang bị đe dọa, sự mục ruỗng của bộ máy nhà nước đang ngày càng sâu sắc và mối quan hệ nông dân–nhà nước đã bị cắt đứt". Tường Vũ thuộc Đại học California tại Berkeley nhìn nhận "đây là biểu tình lớn nhất được biết đến tại Việt Nam kể từ khi thống nhất đất nước và quân đội được điều động để dập tắt phong trào.[...] Những náo động đã thúc đẩy Đảng Cộng sản Việt Nam ban hành một số sáng kiến nông thôn mới, bao gồm cải cách chính trị giới hạn tại cấp địa phương". Tiến sĩ Vũ Phương Anh tại Đại học Newcastle cho rằng "bằng cách tăng cường "tiếng nói công chúng trong hệ thống chính trị hiện có", chính sách "dân chủ" này nhằm củng cố sự ổn định chính trị và tái xác nhận "tính đúng đắn" của lý luận xã hội chủ nghĩa chính danh đang được chính phủ Việt Nam triển khai".
Shaun Kingsley Malarney phân tích "Các công chức bị người dân cáo buộc tham nhũng, ngạo mạn và chuyên quyền hoặc phớt lờ khiếu nại của người dân. Sự khước từ này dường như đã biến đổi tâm lý công chúng từ một cuộc đàm phán hòa bình sang đối đầu thẳng thừng". Clay G. Wescott tại Đại học Simon Fraser nhìn nhận "nhiều người biểu tình là cựu chiến binh trong Chiến tranh Việt Nam. Phản ứng của chính phủ là kỷ luật một số công chức có liên quan và chỉnh đốn nội bộ thông qua lời kêu gọi minh bạch hơn, tham gia và cải thiện hành chính". Mark Mattner tại Sierra Leone Urban Research Centre tổng quát "ở một mức độ nào đó, điều này là do tổ chức bộ máy hành chính không hiệu quả và các công chức địa phương thường xuyên thiếu bằng cấp chuyên môn cần thiết cho chức vụ họ đang nắm giữ". Giáo sư Jonathan D. London tại Đại học Leiden so sánh biểu tình Thái Bình 1997 và tranh chấp đất đai tại Đồng Tâm, khen ngợi "lãnh đạo chính trị các cấp thời 1997 đã xử lý khôn ngoan, thỏa đáng, phù hợp, tuân thủ hiến pháp và pháp luật". Tiến sĩ Trương Mai Thanh tại Đại học Arizona nhìn nhận "điều khiến nông dân Thái Bình đoàn kết chính bởi bất mãn của họ với sự lạm quyền của chính quyền địa phương, bao gồm việc tước đoạt đất đai trái phép và thu thuế quá cao, đối ngược với các chính sách của chính phủ trung ương". Peter Mares tại Đại học Kỹ thuật Swinburne bình luận "khi các quan chức địa phương phớt lờ phản ứng trước các kiến nghị và biểu tình ôn hòa, cơn giận dữ của nông dân cuối cùng đã thổi bùng lên thành các cuộc biểu tình bạo lực.[...] Vào thập niên 1990, dưới chế độ Cộng sản, không hề có bất kỳ phóng viên hay nhà văn Việt Nam có thể nói lên được những thất vọng của nông dân Thái Bình". Giáo sư Adam Fforde tại Viện Á châu thuộc Đại học Melbourne nhận thấy "Đảng [Cộng sản Việt Nam] tìm cách kiềm chế bất ổn thông qua các thay đổi thể chế để giảm bớt áp lực đè lên người dân từ các quan chức địa phương tham nhũng".

#### Tổ chức phi chính phủ
Tổ chức Theo dõi Nhân quyền bình luận "Việt Nam năm 1997 trải qua tình trạng bất ổn nông thôn nghiêm trọng nhất trong nhiều thập kỷ, chủ yếu ở các tỉnh Thái Bình và Đồng Nai — nơi hàng ngàn nông dân xuống đường để phản đối nạn tham nhũng tràn lan của công chức chính quyền và tổ chức Đảng Cộng sản Việt Nam ở địa phương mà giai cấp nông dân cho rằng sự bất bình kinh tế cơ bản của họ đang cố bị gạt đi". Chương trình Phát triển Liên Hợp Quốc cho rằng sau sự kiện Thái Bình, "đã có những động thái cải cách cách cơ quan bầu cử và hệ thống bầu cử, các yếu tố cải cách nội bộ Đảng Cộng sản Việt Nam và tăng cường vai trò các tổ chức dân sự do Đảng Cộng sản Việt Nam kiểm soát thông qua Mặt trận Tổ quốc Việt Nam". Economist Intelligence Unit nhìn nhận "bài học chính được rút ra từ các sự kiện ở Thái Bình là họ [chính phủ Việt Nam] đã bộc lộ những thiếu sót trong mối liên kết giữa một mặt là người dân và Đảng Cộng sản Việt Nam, một mặt khác là giữa Nhà nước và các tổ chức xã hội. Đảng Cộng sản Việt Nam đã gạt bỏ quan điểm của Trần Độ—người đã kêu gọi tự do ngôn luận, tư tưởng cởi mở hơn và thách thức nhiều định kiến lý luận của Đảng Cộng sản Việt Nam". Ngày 12 tháng 9 năm 2005, Forum Asia Democracy đệ trình báo cáo lên Nghị viện châu Âu, nhấn mạnh "nông dân và tá điền nghèo ở nông thôn Việt Nam là những nạn nhân chính của các chính sách tự do hóa kinh tế tại Việt Nam — vốn bị kết hợp các yếu tố tồi tệ của chủ nghĩa tư bản mèo rừng và chủ nghĩa chuyên chế chính trị [...] Bất bình đẳng kinh tế và xã hội được đánh dấu bởi một tương phản chênh lệch lớn giữa sự giàu có phô trương của các quan chức Đảng viên [Đảng Cộng sản Việt Nam] địa phương với sự nghèo đói rõ rệt của nông dân và tá điền, dẫn đến những cuộc biểu tình lớn tại Thái Bình và Đồng Nai vào năm 1997". Viện Lowy cho rằng cuộc biểu tình này đã thành công trong một số cải cách đất đai, nhưng chủ đề chỉ gói gọn về tranh chấp đất hoặc tham nhũng tại chính quyền địa phương.

## Hệ quả

### Nông dân Thái Bình
Theo báo Giao thông, 11 người dân tại xã An Ninh bị truy tố vì gây rối trật tự công cộng và phá hoại tài sản xã hội chủ nghĩa. Ngày 2 và ngày 21 tháng 1 năm 1998, 13 người dân tại xã Thái Thịnh bị truy tố. Ngày 2–4 tháng 7 năm 1998, tòa án nhân dân tỉnh Thái Bình xét xử vụ án "gây rối trật tự công cộng, chống người thi hành công vụ" tại xã Quỳnh Hoa với 40 người; trong đó có 28 người bị tạm giam, 12 người được tại ngoại, một số người là thương binh – đối tượng chính sách. Khoảng 117 người dân bị tống đạt lệnh giam theo các báo cáo quốc tế (trong khi nguồn khác công bố 30 người bị tống giam vào tháng 7 năm 1998), hàng trăm người dân bị bắt giữ. Theo số liệu từ Chính phủ Việt Nam, 105 bị can bị truy tố vì phạm tội "gây rối trật tự trị an". BBC dẫn lời ý kiến cho rằng một số người khởi xướng biểu tình Thái Bình 1997 bị bắt giữ theo hướng không công khai. Nhà văn Dương Thu Hương vào năm 2006 cho rằng có một số lượng nông dân Thái Bình bị chết trong tù do bị giam chung với tội phạm nguy hiểm, nhưng chưa có nguồn độc lập kiểm chứng. Ruộng lúa tại Thái Bình ít, bình quân một hộ gia đình được nhận một sào, những người sinh sau năm 1993 không có ruộng.
| Thu nhập vốn bình quân hàng tháng theo đầu người tại tỉnh thành (nghìn đồng) | Thu nhập vốn bình quân hàng tháng theo đầu người tại tỉnh thành (nghìn đồng) | Thu nhập vốn bình quân hàng tháng theo đầu người tại tỉnh thành (nghìn đồng) | Thu nhập vốn bình quân hàng tháng theo đầu người tại tỉnh thành (nghìn đồng) | Thu nhập vốn bình quân hàng tháng theo đầu người tại tỉnh thành (nghìn đồng) | Thu nhập vốn bình quân hàng tháng theo đầu người tại tỉnh thành (nghìn đồng) | Thu nhập vốn bình quân hàng tháng theo đầu người tại tỉnh thành (nghìn đồng) | Thu nhập vốn bình quân hàng tháng theo đầu người tại tỉnh thành (nghìn đồng) | Thu nhập vốn bình quân hàng tháng theo đầu người tại tỉnh thành (nghìn đồng) | Thu nhập vốn bình quân hàng tháng theo đầu người tại tỉnh thành (nghìn đồng) | Thu nhập vốn bình quân hàng tháng theo đầu người tại tỉnh thành (nghìn đồng) | Thu nhập vốn bình quân hàng tháng theo đầu người tại tỉnh thành (nghìn đồng) | Thu nhập vốn bình quân hàng tháng theo đầu người tại tỉnh thành (nghìn đồng) | Thu nhập vốn bình quân hàng tháng theo đầu người tại tỉnh thành (nghìn đồng) | Thu nhập vốn bình quân hàng tháng theo đầu người tại tỉnh thành (nghìn đồng) |
| Địa giới hành chính                                                          | Địa giới hành chính                                                          | Quốc gia                                                                     | Đồng bằng sông Hồng                                                          | Hà Nội                                                                       | Hải Phòng                                                                    | Vĩnh Phúc                                                                    | Hà Tây                                                                       | Bắc Ninh                                                                     | Hải Dương                                                                    | Hưng Yên                                                                     | Hà Nam                                                                       | Nam Định                                                                     | Thái Bình                                                                    | Ninh Bình                                                                    |
| ---------------------------------------------------------------------------- | ---------------------------------------------------------------------------- | ---------------------------------------------------------------------------- | ---------------------------------------------------------------------------- | ---------------------------------------------------------------------------- | ---------------------------------------------------------------------------- | ---------------------------------------------------------------------------- | ---------------------------------------------------------------------------- | ---------------------------------------------------------------------------- | ---------------------------------------------------------------------------- | ---------------------------------------------------------------------------- | ---------------------------------------------------------------------------- | ---------------------------------------------------------------------------- | ---------------------------------------------------------------------------- | ---------------------------------------------------------------------------- |
| Năm                                                                          | 1996                                                                         | 226,70                                                                       | 223,30                                                                       | 379,30                                                                       | 262,81                                                                       | 180,88                                                                       | 208,66                                                                       | 215,05                                                                       | 176,36                                                                       | 176,36                                                                       | 176,60                                                                       | 176,60                                                                       | 215,21                                                                       | 178,39                                                                       |
| Năm                                                                          | 1999                                                                         | 295,00                                                                       | 280,30                                                                       | 454,00                                                                       | 350,00                                                                       | 215,70                                                                       | 240,00                                                                       | 260,50                                                                       | 225,00                                                                       | 210,00                                                                       | 212,00                                                                       | 221,60                                                                       | 272,00                                                                       | 229,10                                                                       |
| Năm                                                                          | 1996–1999 (%)                                                                | 130,13                                                                       | 125,53                                                                       | 119,69                                                                       | 133,18                                                                       | 119,25                                                                       | 115,02                                                                       | 121,13                                                                       | 127,58                                                                       | 119,07                                                                       | 120,05                                                                       | 125,48                                                                       | 126,39                                                                       | 128,43                                                                       |

Theo khảo sát năm 2006 của Viện Chính sách và Chiến lược Phát triển Nông nghiệp Nông thôn (IPSARD), khoảng 45% lao động tại Thái Bình chuyển đổi khỏi nông nghiệp, 20 vạn người trong tỉnh là lao động di cư. Năm 2010, nông nghiệp trồng lúa vẫn chiếm tỉ lệ lớn trong cơ cấu xã hội – nghề nghiệp của nông dân Thái Bình. Từ năm 2017, nông dân ở một số địa phương tại Thái Bình viết đơn xin trả lại ruộng lúa, hiện tượng bỏ hoang ruộng bắt đầu xuất hiện.

### Chính phủ Việt Nam
Báo cáo tổng kết thị sát xã hội học tại Thái Bình được đăng toàn văn trên báo Nhân Dân, Bộ Chính trị Ban Chấp hành Trung ương Đảng Cộng sản Việt Nam và Chính phủ Việt Nam kiểm điểm trước Ban Chấp hành Trung ương Đảng Cộng sản Việt Nam. Tháng 8 năm 1997, Thủ tướng Việt Nam Võ Văn Kiệt ban hành Nghị định 89/CP, yêu cầu chính phủ và Ủy ban nhân dân các cấp thường xuyên giải quyết khiếu nại của công dân. Ngày 20 tháng 11 cùng năm, Thủ tướng Phan Văn Khải cam kết chống tham nhũng tại các chính quyền địa phương toàn quốc, đồng thời cảnh báo về gia tăng khoảng cách giàu nghèo giữa đô thị và nông thôn. Kể từ sau sự kiện, mỗi năm ít nhất một lần đều có một nhóm thị sát nghiên cứu về biến đổi xã hội tại Thái Bình trong khoảng 10 năm. Hội Nông dân Việt Nam được tái thành lập vào cuối thập niên 1980 và đóng vai trò quan trọng sau sự kiện Thái Bình. Tổng Bí thư Đỗ Mười cho biết Bộ Chính trị Ban Chấp hành Trung ương Đảng Cộng sản Việt Nam đang xem xét xây dựng dự thảo Chỉ thị số 30 về xây dựng Quy chế dân chủ cơ sở, sau đó chính thức ban hành vào ngày 18 tháng 2 năm 1998. Cũng trong tháng 2 cùng năm, Chủ tịch nước Trần Đức Lương đến thăm Thái Bình, nhấn mạnh rằng những bất mãn tại Thái Bình—nơi có truyền thống cách mạng—bắt đầu từ năm 1994 và công chức địa phương đã không có hành động nào giải quyết khiếu nại. Chính phủ Việt Nam ban hành nghị định số 29/1998NĐ-CP ngày 11 tháng 5 năm 1998 về "Quy chế thực hiện dân chủ cơ sở" nhằm thực hiện phương châm "dân biết, dân bàn, dân làm, dân kiểm tra". Nghị định 29 do Bộ trưởng Bộ Nội vụ Đỗ Quang Trung soạn thảo. Ngày 26 tháng 5 năm 1998, Ủy ban Trung ương Mặt trận Tổ quốc Việt Nam ban hành Thông tư hướng dẫn Ủy ban Mặt trận các cấp tham gia thực hiện Quy chế dân chủ cơ sở.
Tháng 2 năm 1998, chính phủ giảm giá điện, tăng tiếp cận các khoản vay cho nông dân, tăng cường giám sát thuế tại các địa phương, giảm thủ tục hành chính trong các khiếu kiện về tranh chấp đất đai. Tổ công tác thị sát Thái Bình do Phạm Thế Duyệt chủ trì hoạt động trong giai đoạn 1997–1999, sau đó Bộ Chính trị Ban Chấp hành Trung ương Đảng Cộng sản Việt Nam quyết định giải thể tổ công tác vào giữa năm 1999. Cuối năm 1999, Ban Dân vận Trung ương và Mặt trận Tổ quốc Việt Nam cùng với các cơ quan nghiên cứu xây dựng định nghĩa khái niệm "điểm nóng". Thủ tướng Việt Nam Phan Văn Khải trong năm 1999 yêu cầu các doanh nghiệp nhà nước mua gạo của nông dân miền Bắc, ưu đãi nhiều khoản vay chi phí thấp và miễn thuế quan cho các công ty xuất khẩu gạo sang Trung Quốc–Lào–Campuchia. Chương trình mục tiêu quốc gia về xây dựng nông thôn mới được Bộ Chính trị Ban Chấp hành Trung ương Đảng Cộng sản Việt Nam coi là một trong những nhiệm vụ chính trị quan trọng.

### Chính quyền địa phương
Chính phủ Việt Nam vào tháng 9 công bố bãi nhiệm 50 công chức, 30 công chức bị điều tra về tội tham nhũng, số lượng công chức khác bị khai trừ ra khỏi Đảng Cộng sản Việt Nam. Đầu tháng 11 năm 1997, chính phủ quyết định bãi nhiệm Chủ tịch Ủy ban nhân dân tỉnh Thái Bình Vũ Xuân Trường và Bí thư Tỉnh ủy Thái Bình Vũ Mạnh Ring. Sau sự kiện, 51 vụ tham nhũng bị khởi tố với 148 bị can, truy tố 41 vụ với 120 bị can. Công chức tại hơn 200 xã thuộc Thái Bình bị thay thế, Bí thư Tỉnh ủy Thái Bình, Chủ tịch Ủy ban nhân dân, Chánh Thanh tra, Giám đốc Công an và Viện trưởng Viện Kiểm sát nhân dân bị điều chuyển khỏi Thái Bình. Các tố cáo và khiếu nại của người dân được giải quyết. Thị xã Thái Bình (nay là thành phố Thái Bình) phát động phong trào "hai tự quản" vào năm 1997 nhằm quản lý tài sản và quản lý con người. Cuối năm 1997, Ủy viên Ban Chấp hành Trung ương Đảng Cộng sản Việt Nam Phạm Văn Thọ được bổ nhiệm làm Bí thư Tỉnh ủy Thái Bình. Bùi Sỹ Tiếu đảm nhiệm Chủ tịch Ủy ban nhân dân tỉnh Thái Bình. Ngay khi vừa nhậm chức, Phạm Văn Thọ đã tổ chức đối thoại với đại diện người dân của 28 xã tại hội trường Tỉnh ủy. Huyện Quỳnh Phụ trong năm 1997 đã thực hiện thanh tra 33/38 xã, thu hồi 3,628 tỷ đồng; giai đoạn 1986–2005 đã khai trừ 3.379 công chức huyện này ra khỏi Đảng Cộng sản Việt Nam.
Ngày 12 tháng 1 năm 1998, Tỉnh ủy Thái Bình ban hành Nghị quyết 06 "Về những chủ trương, giải pháp ổn định tình hình trong tỉnh", yêu cầu coi trọng công tác đào tạo cán bộ cơ sở. Tỉnh ủy Thái Bình cũng ban hành Nghị quyết 04 "Về những chủ trương giải quyết tình hình ở Quỳnh Phụ", Nghị quyết số 05-NQ/TU, kế hoạch số 18-KH/TU, kế hoạch số 03-KH/TW, chương trình hành động số 35-CTr/TU, Hướng dẫn số 34-HD/TU. Tháng 6 năm 1998 tại Hội Nông dân Thái Bình, Phạm Văn Thọ xác nhận chính quyền địa phương tiếp nhận khiếu nại của 251/285 xã từ 16 tháng trước, mô tả tình hình ở 207 xã còn phức tạp và 30 xã còn căng thẳng leo thang. Tính đến cuối năm 1998, huyện Thái Thụy xét xử gần 200 công chức tham nhũng. Công chức xã An Ninh được thay đổi sau sự kiện, xã này dẫn đầu các hoạt động phong trào trong huyện Quỳnh Phụ từ năm 2005; xã Thái Thịnh hoàn thành Chương trình mục tiêu quốc gia về xây dựng nông thôn mới. Trong giai đoạn 1997–1999, hơn 2.000 công chức bị phát hiện sai phạm (trong đó có 800 công chức cấp cao địa phương), hơn 70% tổ chức Đảng Cộng sản Việt Nam tại Thái Bình bị thay thế. Giai đoạn bất ổn 1997–1999 khiến kinh tế tỉnh Thái Bình bị kéo tụt khoảng 10 năm phát triển. Năm 2018, Bí thư Tỉnh uỷ Thái Bình Nguyễn Hồng Diên khẳng định "Thái Bình xây dựng nông thôn mới bằng mọi cách nhưng không bằng mọi giá" và "không nặng về xây dựng kết cấu hạ tầng, chú trọng lấy mục tiêu nâng cao thu nhập người dân". Thập niên 2010, chính sách chính quyền địa phương Thái Bình gắn chuyển dịch cơ cấu kinh tế nông nghiệp với xây dựng nông thôn mới.
Năm 2022, cảnh sát Thái Bình đã di lý bị can Nguyễn Đặng Ngân – cựu phó ban tài chính xã Quỳnh Hồng – từ tỉnh Lâm Đồng sau 25 năm trốn truy nã, cáo trạng nêu số tiền tham ô 128 triệu đồng trong giai đoạn 1994–1996.

## Văn hóa đại chúng
Trong khoảng thời gian Phạm Văn Thọ nhậm chức Bí Thư Tỉnh ủy Thái Bình và xử lý khủng hoảng biểu tình, nhà văn Lê Lựu đã đồng hành cùng vị chính khách này trong sự kiện. Năm 2010, Lê Lựu xuất bản tiểu thuyết "Ở quê ngày ấy" kể về hành trình trải nghiệm của cá nhân ông thời điểm đó và công tác xử lý khủng hoảng của Phạm Văn Thọ.
Năm 2020, báo Nhân Dân bắt đầu khởi chiếu loạt phim tài liệu Việt Nam thời đại Hồ Chí Minh – Biên niên sử truyền hình dựa trên sách điện tử cùng tên của Nhà xuất bản Chính trị quốc gia - Sự thật, phim do Ban Bí thư Ban Chấp hành Trung ương Đảng Cộng sản Việt Nam chỉ định báo Nhân Dân sản xuất nhằm kỷ niệm 90 năm ngày thành lập Đảng Cộng sản Việt Nam. Biểu tình Thái Bình năm 1997 được đề cập trong tập phim Việt Nam thời đại Hồ Chí Minh – Biên niên sử truyền hình: Năm 1997.